# Лімож
Лімо́ж (фр. Limoges, окс. Lemòtges, місцевим діалектом Limòtges) — місто та муніципалітет у Франції, адміністративний центр регіону Нова Аквітанія та департаменту Верхня В'єнна. Населення — 129 760 осіб (01.01.2021).
Муніципалітет розташований на відстані близько 350 км на південь від Парижа. У місті є університет.

## Демографія
Динаміка населення ( ):
Розподіл населення за віком та статтю (2006):
| Стать | Всього | До 15 років | 15-24  | 25-44  | 45-64  | 65-85  | Понад 85 |
| --- | ------ | ----------- | ------ | ------ | ------ | ------ | -------- |
| Чоловіки | 63 438 | 9410        | 11 865 | 17 744 | 15 133 | 8220   | 1066     |
| Жінки | 73 076 | 9058        | 12 991 | 17 745 | 17 771 | 12 782 | 2729     |
| \| Статево-вікова піраміда \| Статево-вікова піраміда \| Статево-вікова піраміда \| \| ----------------------- \| ----------------------- \| ----------------------- \| \| Чоловіки \| Вік \| Жінки \| \| 1066 \| 85 + \| 2729 \| \| 1583 \| 80-84 \| 3225 \| \| 2032 \| 75-79 \| 3383 \| \| 2373 \| 70-74 \| 3370 \| \| 2232 \| 65-69 \| 2804 \| \| 2686 \| 60-64 \| 3391 \| \| 4108 \| 55-59 \| 4853 \| \| 4269 \| 50-54 \| 4998 \| \| 4070 \| 45-49 \| 4529 \| \| 3685 \| 40-44 \| 4111 \| \| 3838 \| 35-39 \| 3990 \| \| 4512 \| 30-34 \| 4245 \| \| 5709 \| 25-29 \| 5399 \| \| 7099 \| 20-24 \| 8056 \| \| 4766 \| 15-20 \| 4935 \| \| 3085 \| 10-14 \| 2875 \| \| 2982 \| 5-9 \| 2904 \| \| 3343 \| 0-4 \| 3279 \| |        |             |        |        |        |        |          |
| Статево-вікова піраміда |        |             |        |        |        |        |          |
| Чоловіки | Вік    | Жінки       |        |        |        |        |          |
| 1066 | 85 +   | 2729        |        |        |        |        |          |
| 1583 | 80-84  | 3225        |        |        |        |        |          |
| 2032 | 75-79  | 3383        |        |        |        |        |          |
| 2373 | 70-74  | 3370        |        |        |        |        |          |
| 2232 | 65-69  | 2804        |        |        |        |        |          |
| 2686 | 60-64  | 3391        |        |        |        |        |          |
| 4108 | 55-59  | 4853        |        |        |        |        |          |
| 4269 | 50-54  | 4998        |        |        |        |        |          |
| 4070 | 45-49  | 4529        |        |        |        |        |          |
| 3685 | 40-44  | 4111        |        |        |        |        |          |
| 3838 | 35-39  | 3990        |        |        |        |        |          |
| 4512 | 30-34  | 4245        |        |        |        |        |          |
| 5709 | 25-29  | 5399        |        |        |        |        |          |
| 7099 | 20-24  | 8056        |        |        |        |        |          |
| 4766 | 15-20  | 4935        |        |        |        |        |          |
| 3085 | 10-14  | 2875        |        |        |        |        |          |
| 2982 | 5-9    | 2904        |        |        |        |        |          |
| 3343 | 0-4    | 3279        |        |        |        |        |          |

## Економіка
2010 року серед 93 350 осіб працездатного віку (15—64 років) 63 501 була активною, 29 849 — неактивними (показник активності 68,0%, у 1999 році було 66,1%). З 63 501 активної мешканців працювало 53 875 осіб (26 628 чоловіків та 27 247 жінок), безробітними було 9626 (4768 чоловіків та 4858 жінок). Серед 29 849 неактивних 14 060 осіб було учнями чи студентами, 8049 — пенсіонерами, 7740 були неактивними з інших причин.

У 2010 році в муніципалітеті числилось 62894 оподатковані домогосподарства, у яких проживали 121147,5 особи, медіана доходів виносила 17 634 євро на одного особоспоживача

## Транспорт
Основу громадського транпорту міста складає п'ять тролейбусних маршрутів, найстаріший з яких працює з 1943 року. В першій половині ХХ століття в місті існувала розгалужена мережа трамвайних ліній, але всі вони були ліквідовані до 1951 року.

## Відомі люди
Народилися
- Жеремі Жозеф Бенуа Абріа — французький фізик.
- Андре Антуан — французький режисер, критик та актор.

## Інше
Місто Лімож фігурує в циклі Мусоргського «Картинки з виставки», де є п'єса «Лімож. Ринок.»